# Ladislav Satran
Ladislav Satran (24. června 1914 Semonice – 9. července 1942 Pardubice) byl český učitel, odbojář a spolupracovník výsadku Silver A popravený nacisty.

## Život

### Civilní život
Ladislav Satran se narodil 24. června 1914 v Semonicích u Jaroměře. Původně měl v plánu stát se evangelickým farářem a proto studoval bohoslovectví, nakonec se ale rozhodl pro povolání učitele. Během mobilizace v září 1938 sloužil jako záložní poddůstojník v Jestřebích horách, kde se seznámil se svou budoucí manželkou Zdeňkou, rozenou Burdychovou z Červeného Kostelce. Přestěhoval se za ní a po německé okupaci začal pracovat jako řídící učitel na obecné škole v Bohdašíně.

### Protinacistický odboj
Ladislav Satran se zapojil do sokolského odboje v rámci 1. sokolského okrsku podkrkonošské župy a odbojové skupiny S 21 B (písmeno S jako Satran, B jako Bohdašín). V roce 1940 se zúčastnil branného kurzu v Beskydech, kde se seznámil s dalšími sokolskými odbojáři. Dne 18. června 1942 poskytl v bohdašínské škole úkryt radistovi výsadku Silver A Jiřímu Potůčkovi, který se odsud pokoušel i vysílat. Jeho pobyt se ale dal v malé vsi jen těžko utajit a tak se Ladislav Satran pokoušel obstarat jiné místo. Po poradě požádal společně s Josefem Klikarem o pomoc rtyňského lékaře Viléma Dvořáčka, který ale vše nahlásil. Gestapo již tou dobou z výslechů v Pardubicích jméno Satran znalo, ale volné konce spojilo až díky tomuto udání. Zdeňka Satranová mezitím Potůčkovi zajistila úkryt na usedlosti svého bratra Antonína Burdycha v Kosteleckých Končinách, a tak když dne 30. června 1942 byli manželé Satranovi v bohdašínské škole zatýkáni, Potůček zde již nebyl. Při mučení na gestapu ale bohužel Ladislav Satran jeho nové působiště prozradil což stálo život několik manželčiných příbuzných a nakonec i Potůčka samotného. Manželé Satranovi byli popraveni 9. července na pardubickém Zámečku.

## Posmrtné připomínky

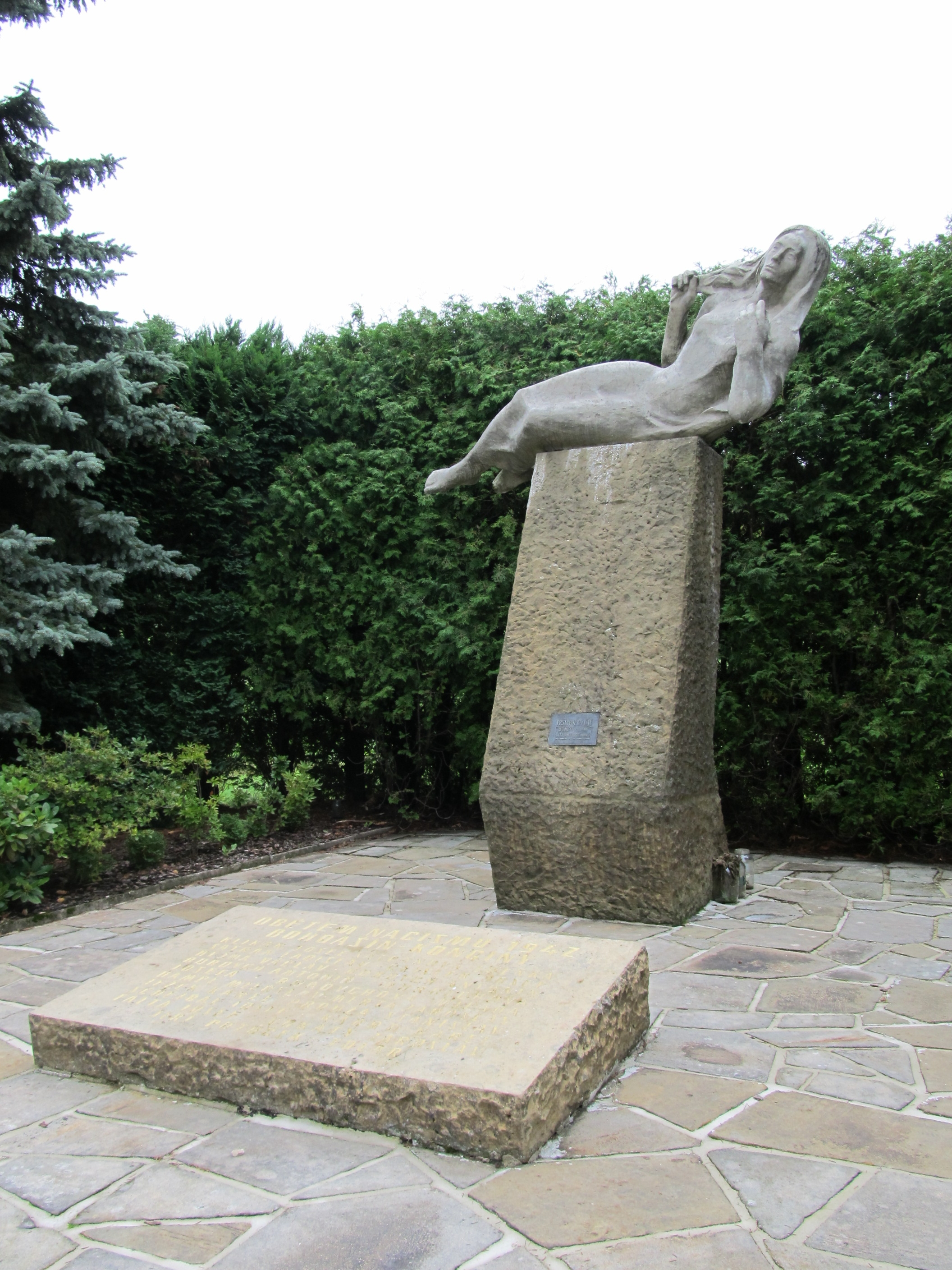
Pomník obětem 2. světové války (Památník vysílačky Libuše) v Bohdašíně

Jména manželů Satranových jsou uvedena na pomníku obětem 2. světové války v Bohdašíně, na pamětní desce na budově bohdašínské restaurace a jsou jim věnovány Kameny zmizelých umístěné před pomníkem obětí druhé světové války v Bohdašíně.